# Хорев, Виктор Александрович
Ви́ктор Алекса́ндрович Хо́рев (22 февраля 1932, Вологда, РСФСР — 25 мая 2012, Гродно, Белоруссия) — советский и российский литературовед, исследователь польской литературы, заслуженный деятель науки Российской Федерации (2009), переводчик.

## Биография
Родился в Вологде 22 февраля 1932 года. Окончил филологический факультет Московского государственного университета имени М. В. Ломоносова (1954) и аспирантуру Института славяноведения и балканистики АН СССР (1957). С 1957 года работал в Институте славяноведения. В 1964 году защитил кандидатскую диссертацию по теме «Польская пролетарская поэзия 20—30-х гг.» Доктор филологических наук (1978; тема диссертации «Становление социалистической литературы в Польше»), профессор (1993).
В 1988—2005 годах заместитель директора Института славяноведения и заведующий отделом истории славянских литератур, затем главный научный сотрудник Института. Председатель диссертационного совета Института, член редколлегии журнала «Славяноведение». Заместитель председателя Национального Комитета славистов России, заместитель председателя общества «Россия—Польша», член Оргкомитета по празднованию Дня славянской письменности и культуры в России.
Печатался с 1956 года. Автор более 350 публикаций, в том числе монографий о польской литературе XX века, статей и очерков о творчестве В. Броневского, С. Дыгата, К. И. Галчиньского, К. Филиповича, С. И. Виткевича, Л. Кручковского, Т. Ружевича, В. Мысливского, Т. Брезы, Я. Ивашкевича, Е. Анджеевского, С. Мрожека, З. Налковской и других польских писателей.
Скончался в Гродно, куда поехал получать почетное звание доктора honoris causa Гродненского университета, которому помогал в создании кафедры полонистики. Прах захоронен на Ваганьковском кладбище в родственной могиле Пономарёвых (участок № 35).

## Основные работы
Монографии
- О литературе Народной Польши: (Материалы для лекции о современной польской литературе) / О-во по распространению полит. и науч. знаний РСФСР. — М., 1961. — 31 с.
- Владислав Броневский. [1897—1962]: Очерк жизни и творчества. — М.: Высш. школа, 1965. — 80 с. — (Современная зарубежная литература).
- Становление социалистической литературы в Польше. — М.: Наука, 1979. — 366 с.
- Польша и поляки глазами русских литераторов: Имагологические очерки. — М.: Индрик, 2005. — 231 с.
- Польская литература XX века. 1890—1990. — М.: Индрик, 2009. — 351 с.
  - То же. 2-е изд. — М.: Индрик, 2016. — 351 с.
- Восприятие России и русской литературы польскими писателями: (Очерки). — М.: Индрик, 2012. — 238 с.

Коллективные труды с участием В. А. Хорева как автора и ответственного редактора
- «Польский рассказ» (1974),
- «Поляки и русские в глазах друг друга» (2000),
- «Россия — Польша. Образы и стереотипы в литературе и культуре» (2002),
- «Миф Европы в литературе и культуре России и Польши» (2004),
- «Творчество Витольда Гомбровича и европейская культура» (2006),
- «Адам Мицкевич и польский романтизм в русской культуре» (2007),
- «Творчество Болеслава Пруса и его связи с русской культурой» (2008),
- «Русская культура в польском сознании» (2009),
- «Юлиуш Словацкий и Россия» (2011),
- «Отзвуки Шопена в русской культуре» (2012).

## Награды
российские
- орден Дружбы (16 апреля 1997) — за заслуги перед государством и большой личный вклад в развитие науки[3]
- заслуженный деятель науки Российской Федерации (26 мая 2008)

польские
- «Командорский крест со звездой Орден Заслуг перед Республикой Польша» (1999),
- нагрудный знак «За заслуги перед польской культурой» (1996),
- «Медаль Комиссии народного образования» (1997),
- Медаль и почетный диплом объединения Европейской культуры (SOCIETE EUROPENNE DE CULTURE — SEC) — (2006),
- Награда Посла Польши в РФ «Польский Пегас» (2010),
- золотая медаль «За заслуги в культуре Gloria Artis» министерства культуры и национального наследия республики Польша (2010).

## Переводы
- Пшимановский Я. Кудлатый сапер : Рассказы  / Пшимановский, Януш, Автор (Author); Трубкович, Вилли Бенционович, Иллюстратор (Illustrator); Игнатов, Михаил Васильевич, Переводчик (Translator); Хорев, Виктор Александрович, Переводчик (Translator). - Москва : Детская литература, 1985. - 78, [2] с.: ил.; 20 см.- 150 000 экземпляров.-   20 к.[4]
- Предисловие: статья: (о польской литературе) / В. Хорев // Современные польские повести / сост.: В. Хорев .- М.: Художественная литература, 1986. — С. 5 — 16